# Gazankulu
Gazankulu fue uno de los diez bantustanes creados por Sudáfrica en su propio territorio (se crearon otros bantustanes en Namibia, África del Sudoeste). Tenía un gobierno propio con autonomía parcial y limitada. Estaba enclavado en la región de la provincia del Transvaal, Sudáfrica.
Su creación fue consecuencia de la política de “desarrollo separado" iniciada por Hendrik Verwoerd, implementada como parte del sistema de apartheid de Sudáfrica. La intención en este caso fue dedicar un área de territorio donde la población de etnia tsonga pudiera desarrollarse aislada de las zonas reservadas a los blancos.
Gazankulu, creado en 1971, estaba compuesto por dos territorios disjuntos. Tenía una población de 955.000 habitantes, su capital era Giyani y el idioma más hablado era el tsonga (también conocido como shangaan).
En 1994 la constitución reconoció la igualdad entre todos los habitantes de Sudáfrica cualquiera fuera su raza. El sistema de apartheid y los bantustanes fueron abolidos y todos los territorios se integraron al resto del país. En la actualidad, el antiguo Gazankulu es parte de la provincia de Limpopo (antes, provincia del Transvaal Norte).
- Datos: Q1348750
- Multimedia: Gazankulu / Q1348750